# Antonio d'Aquino
Antonio d'Aquino (falecido a 10 de janeiro de 1578) foi um prelado católico romano que serviu como arcebispo de Tarento (1618-1627) e bispo de Sarno (1595-1618).

## Biografia
Antonio d'Aquino nasceu em 1565 em Roma, Itália. No dia 19 de fevereiro de 1573, foi nomeado bispo de Sarno durante o papado de Gregório XIII. A 2 de maio de 1595, foi consagrado bispo por Alessandro Ottaviano de' Medici, arcebispo de Florença, com Ludovico de Torres, arcebispo de Monreale, e Leonard Abel, bispo titular de Sidon, servindo como co-consagradores. No dia 23 de julho de 1618, foi nomeado Arcebispo de Tarento por Gregório XIII, onde serviu como bispo até à sua morte a 27 de agosto de 1627.

## Sucessão episcopal
Enquanto bispo, foi o principal co-consagrador de:
- Paolo Emilio Sammarco, (1609);
- Giambattista Visconti, (1609);
- Antonio Albergati, (1609);
- Pietro Bastoni, (1611);
- Giulio Masi, (1611);
- Giulio Mattei, (1611);
- János Telegdy, (1611);
- Mario Sassi, (1612);
- Selvaggio Primitelli, (1613);
- Paolo Pico, (1613);
- Juan Torres de Osorio, (1613);
- Juan Serrano Ortiz, (1613);
- Clemente Gera, (1613);
- Marcello Pignatelli, (1617); e
- Girolamo de Franchis, (1617).